# 幸福像花儿一样
《幸福像花儿一样》（英語：Happiness as Flowers），导演高希希，主演孙俪、邓超、辛柏青、殷桃，2005年播出。

## 剧情
改革开放初期，舞蹈演员杜娟（孙俪饰）与林彬（辛柏青饰）谈起了恋爱，但是两人的初恋因为各种原因最终告吹，最后她嫁给了高干子弟白杨（邓超饰）。

## 演出
- 孙俪 出演 杜鹃
- 邓超 出演 白杨
- 殷桃 出演 大梅
- 李鑫雨 出演 吴娜
- 辛柏青 出演 林彬
- 王乙竹 出演 郑媛媛
- 于滨 出演 大海

## 曲目
- 主题曲，孙俪《爱如空气》

## 奖项
| 年份 | 奖项                                                     | 是否得奖 | 备注 |
| ---- | -------------------------------------------------------- | -------- | ---- |
| 2005 | 第七届全军电视金星奖首届创新开拓奖                       | 獲獎     |      |
| 2006 | 第23届“中国电视金鹰奖”优秀长篇电视剧                     | 提名     |      |
| 2006 | 第一届中国影视“学院奖”，2005－2006年度影视作品“年度大奖” | 獲獎     |      |
| 2007 | 第五届“北京市文学艺术奖”                                 | 獲獎     |      |
| 2007 | 第26届中国电视剧飞天奖长篇电视剧奖                       | 獲獎     |      |